# Trifolium riograndense
Trifolium riograndense är en ärtväxtart som beskrevs av Arturo Erhardo Erardo Burkart. Trifolium riograndense ingår i släktet klövrar, och familjen ärtväxter. IUCN kategoriserar arten globalt som livskraftig.

## Underarter
Arten delas in i följande underarter:
- T. r. pseudocaliculatum
- T. r. riograndense